# Меему
Атолл Меему (мальд. މުލަކަތޮޅު), или атолл Мулаку,  — административная единица Мальдивских островов. Она соответствует природному атоллу с таким же названием. Административный центр атолла Меему располагается на острове Мули. 
Население — 4711 человек (2014).

## Административное деление
Хаа Алифу, Хаа Даалу, Шавийани, Ноону, Раа, Баа, Каафу, и т. д. являются буквенными обозначениями, присвоенными современным административным единицам Мальдивских островов. Они не являются собственными названиями атоллов, которые входят в состав этих административных единиц. Некоторые атоллы разделены между двумя административными единицами, в другие административные единицы входят два или более атоллов. Порядок буквенных обозначений идет с севера на юг по буквам алфавита тана, который используется в языке дивехи. Эти обозначения неточны с географической и культурной точки зрения, однако популярны среди туристов и иностранцев, прибывающих на Мальдивы. Они находят их более простыми и запоминающимися по сравнению с настоящими названиями атоллов на языке дивехи (кроме пары исключений, как, например, атолл Ари).

## Обитаемые острова
В состав атолла Меему входят 8 островов, имеющих постоянное местное население: Мулах (1275), Дхиггару (984), Колхуфуши (735), Мадувварее (369), Мули (860), Наалаафуши (424), Раиммандхоо (112) и Вейвах (263).